# Мариехамн (аэропорт)
Аэропорт Мариехамна (швед. Mariehamns flygplats фин. Maarianhaminan lentoasema) — единственный аэропорт автономной провинции Финляндии — Аландских островов. Он был открыт для пассажиров в 1937 году. Пассажирооборот составляет 48 672 человека в год (2010). Обслуживается компанией Finavia.

## Географическое положение
Расположен в местечке Йомала в 3 км северо-западнее главного города Аландских островов - Мариехамна.

## Авиакомпании и направления
Finnair: Хельсинки-Вантаа,Турку (аэропорт)

 NextJet:  Стокгольм-Арланда, Турку (аэропорт)

## Статистика авиаперевозок
| Год  | Внутренние | Международные | Общее число | Динамика  |
| ---- | ---------- | ------------- | ----------- | --------- |
| 2005 | 43,266     | 4,079         | 47,345      | −18.9 % ▼ |
| 2006 | 57,364     | 6,750         | 64,114      | +35.4 % ▲ |
| 2007 | 53,269     | 10,032        | 63,301      | −1.3 % ▼  |
| 2008 | 51,210     | 10,900        | 62,110      | −1.9 % ▼  |
| 2009 | 41,949     | 14,305        | 56,254      | −9.4 % ▼  |
| 2010 | 36,904     | 11,768        | 48,672      | −13.5 % ▼ |